# Deutsche Botschaft Pressburg
Die Deutsche Botschaft Pressburg (slowakisch Veľvyslanectvo Spolkovej republiky Nemecko Bratislava) ist die diplomatische Vertretung der Bundesrepublik Deutschland in der Slowakischen Republik.

## Lage und Gebäude

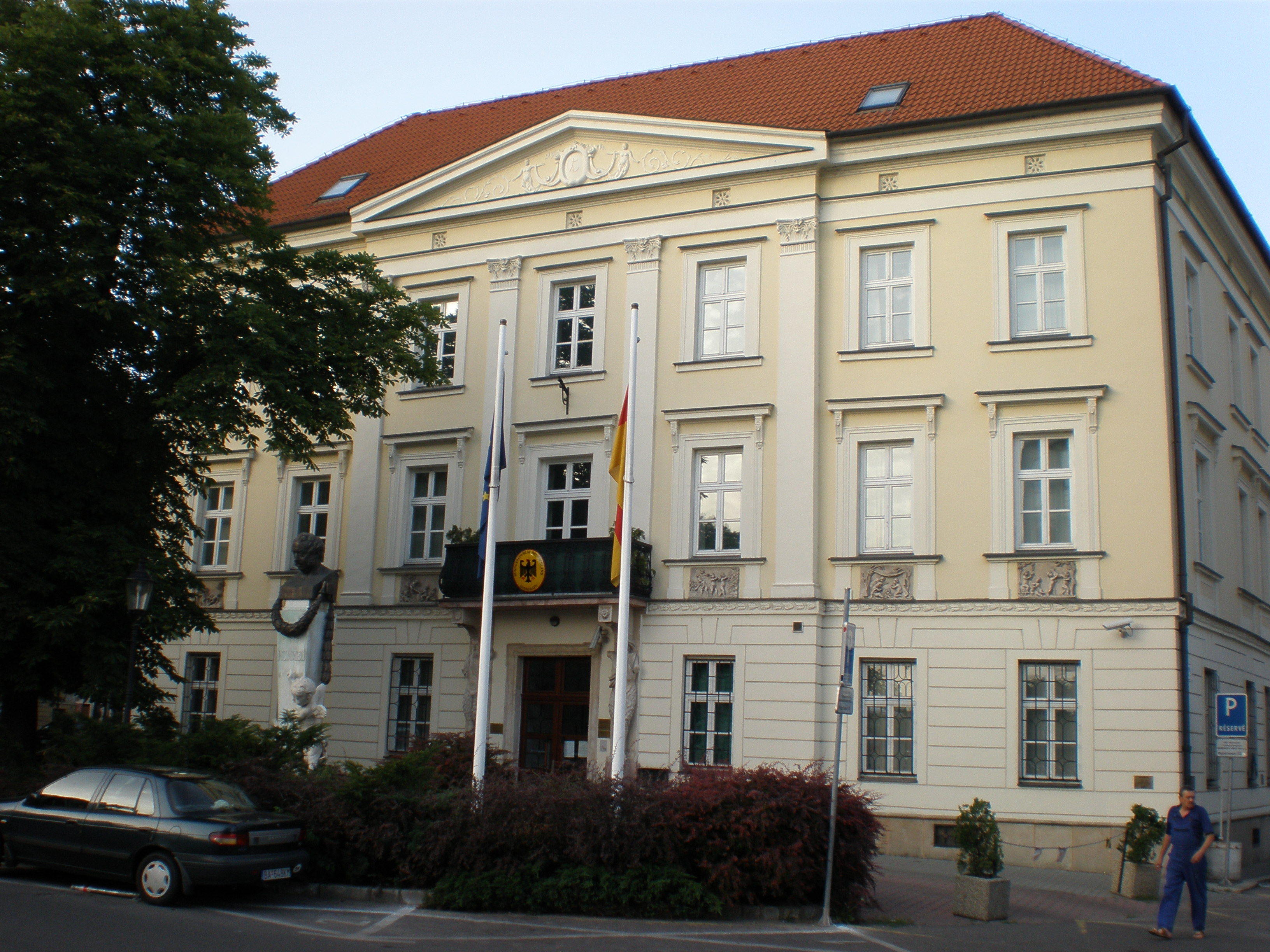
Kanzlei der Deutschen Botschaft Pressburg in der slowakischen Hauptstadt Bratislava

Die Kanzlei der Botschaft befindet sich im Zentrum der slowakischen Hauptstadt Bratislava (im amtlichen Deutsch Pressburg) 100 Meter vom Nordufer der Donau entfernt. Die Vertretungen von Kuwait und den Vereinigten Staaten liegen in naher Nachbarschaft. Die Straßenadresse lautet: Hviezdoslavovo námestie 10, 811 02 Bratislava, Slowakei.
Das Außen- und Europaministerium der Slowakei ist gut 2 km nördlich gelegen und in wenigen Minuten erreichbar. Zu dem rund 10 km nordöstlich gelegenen Flughafen Bratislava (Letisko Milana Rastislava Štefánika) ist eine Fahrtzeit von einer Viertelstunde in der Regel ausreichend. Der Grenzübergang Petržalka–Berg (nach Österreich) liegt 10 km südwestlich.
Die Kanzlei der Botschaft ist im ehemaligen Palais Nester (Nesterov palác) am Rand der historischen Innenstadt von Bratislava untergebracht.
Für die Residenz des Botschafters fiel im Jahr 1998 die Entscheidung der Bundesbauverwaltung, auf einem hoch über der Altstadt gelegenen Grundstück an der Straße Mudronova einen Neubau zu errichten. Das Vorhaben erfuhr beträchtliche Verzögerungen, da abweichende baurechtliche Vorschriften der Slowakei ebenso zu bewältigen waren wie Haushaltsengpässe. Die Residenz konnte schließlich im Jahr 2008 fertiggestellt werden. Sie ist gut 3 km von der Kanzlei entfernt.
Das Gebäude teilt sich in einen repräsentativen amtlichen Bereich und die privaten Räumlichkeiten des Botschafters. Die zentrale Entwurfsidee war die Strukturierung des Innenraums, die der topographische Lage der niedrig liegenden Zufahrt bis zum oberen Grundstücksplateau Rechnung trägt. Das Gebäude bildet einen Winkel, der den mit Esskastanien bepflanzten Hof als Vorfahrt umfasst und dem amtlichen wie dem privaten Bereich je einen Gebäudeflügel überlässt. Eine repräsentative Terrasse öffnet den Garten mit Blick über Stadt und die Donau.

## Auftrag und Organisation
Die Deutsche Botschaft Pressburg hat den Auftrag, die deutsch-slowakischen Beziehungen zu pflegen, die deutschen Interessen gegenüber der Regierung der Slowakei zu vertreten und die Bundesregierung über Entwicklungen in der Slowakei zu unterrichten.
In der Botschaft bestehen die Arbeitsbereiche Politik, Wirtschaft, Presse und Kultur. Es besteht ein Militärattachéstab, der vom Verteidigungsattaché im Rang eines Oberstleutnant geleitet wird. Die auch für die Slowakei zuständigen Verbindungsbeamten des Bundeskriminalamts, der Bundespolizei und des Zollkriminalamts haben ihren Dienstsitz in der Botschaft Prag (Tschechien).
Das Referat für Rechts- und Konsularaufgaben der Botschaft bietet deutschen Staatsangehörigen alle konsularischen Dienstleistungen an und bietet Hilfe in Notfällen. Hierzu besteht ein telefonischer Rufbereitschaftsdienst. Der konsularische Amtsbezirk der Botschaft umfasst die ganze Slowakei. Die Visastelle erteilt Einreisegenehmigungen für in der Slowakei ansässige Staatsangehörige dritter Länder.
Ein Honorarkonsul der Bundesrepublik Deutschland ist in Zilina bestellt und ansässig, ein weiterer seit Oktober 2024 in Kosice.

## Geschichte
Nach Auflösung der Tschechoslowakei entstand am 1. Januar 1993 die Slowakische Republik. Die Bundesrepublik Deutschland hatte am 4. Oktober 1990 ein Generalkonsulat in Bratislava eröffnet, das am 1. Januar 1993 in eine Botschaft umgewandelt wurde.
Während des Zweiten Weltkriegs hatte das nationalsozialistische Deutschland in den mit dem Dritten Reich kollaborierenden Slowakischen Staat Botschafter entsandt.